# Climat des Bouches-du-Rhône

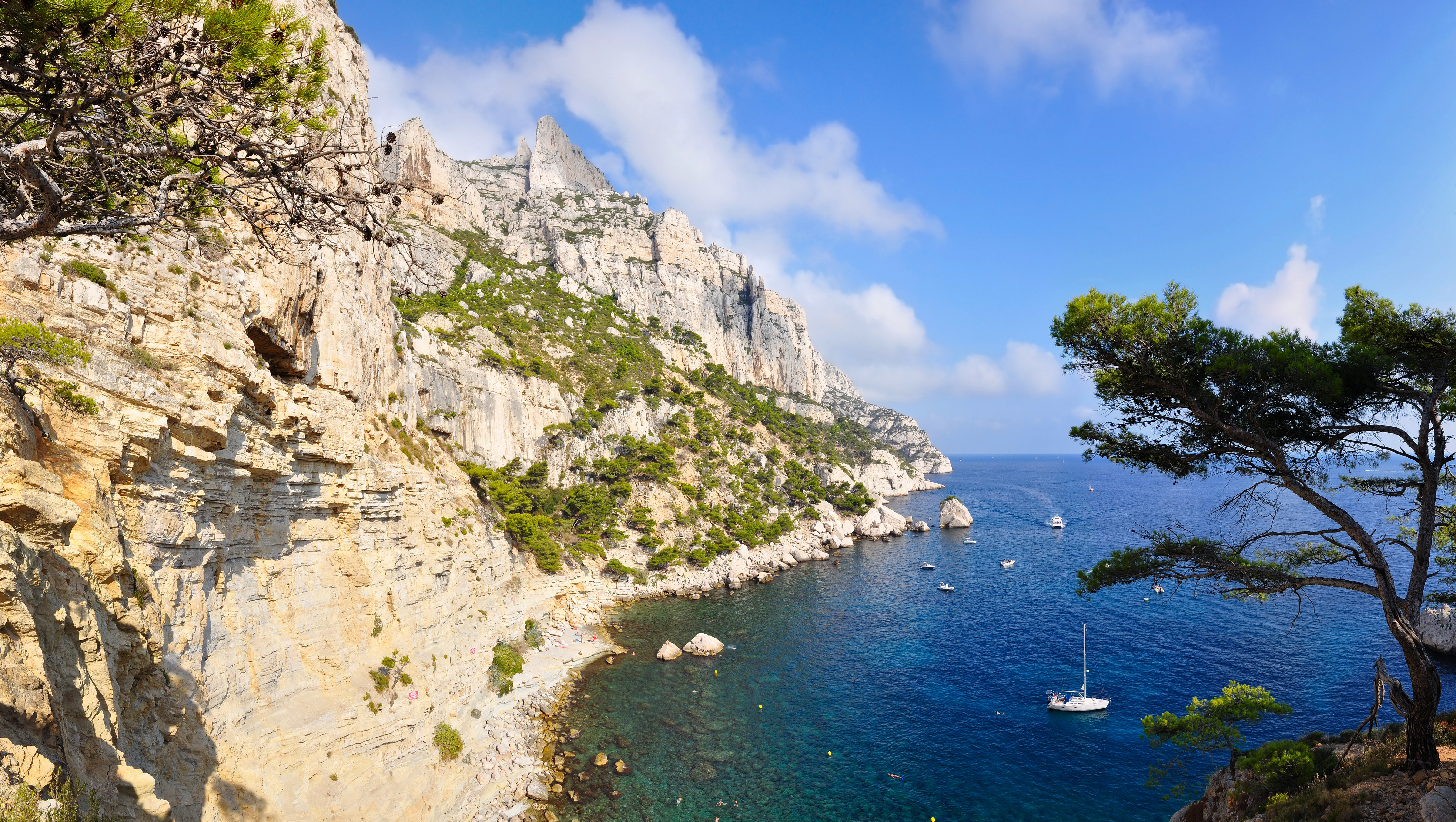
Calanque des Pierres-Tombées près de Cassis.

Le département des Bouches-du-Rhône est soumis à un climat méditerranéen dans son ensemble.
Les caractéristiques de ce climat sont :
- des températures contrastées, surtout dans l'est et le nord-est du département, avec une amplitude annuelle forte d'environ 17 °C ;
- des précipitations  assez régulières, il y a au moins de 70 jours de pluie par an et ces pluies tombent sous forme d'averses brutales, avec en moyenne 500 à 700 mm/an ;
- l'été est très chaud et sec, l'hiver est frais, beaucoup plus froid dans l'intérieur du département avec  parfois de la neige sur les reliefs au-dessus de 600 mètres et il y a des pluies violentes à l'automne et sur les reliefs le printemps est froid ;
- des vents violents, notamment le mistral qui souffle près de 100 jours par an avec des pointes à plus de 140 km/h ;
- une végétation principalement constituée de garrigues, maquis, des forêts clairsemées, des forêts de sapin au-dessus de 800 mètres.

Marseille compte moins de 85 jours de pluie par an. L'année 2007 à Marignane avec 272 mm et 48 jours de pluie est digne d'un climat semi-désertique. En 2008 il tombe près de 900 mm à Aix-en-Provence en 60 jours soit 46 % de plus que la moyenne.
On peut cependant distinguer plusieurs microclimats dans le département:
- La partie occidentale est plus ventée car proche de la vallée du Rhône et moins accidentée.
- La Camargue, la Crau, l'étang de Berre, la Côte Bleue, les Calanques et la Baie de la Ciotat sont moins arrosés (environ 600 mm/an) que le reste du département certaines zones sont même les plus arides de France avec seulement 550 mm/an en moyenne.
- La baie de la Ciotat est également plus douce en hiver, avec de rares gelées.
- Sur l'ensemble des côtes l'amplitude annuelle est moins forte.
- Les reliefs au-dessus de 500 à 600 m, bénéficient de précipitations plus importantes (700 à 800 mm/an) et de températures beaucoup moins élevées, notamment le massif de la Sainte-Baume, le massif de l'étoile sur sa partie nord et la partie septentrionale de la montagne Sainte-Victoire, ainsi que certaines vallées de ces secteurs.
- Une grande partie de vallée de l'Arc (excepté le village de Rousset et l'embouchure de la vallée) subit de fortes amplitudes journalières, surtout en hiver, avec de fortes gelées la nuit. En moyenne moins 9 degrés.
- Sans compter la partie nord est (une partie du Verdon ) qui a un hiver froid et parfois enneigé car c'est le début des Préalpes.